# 호박씨유

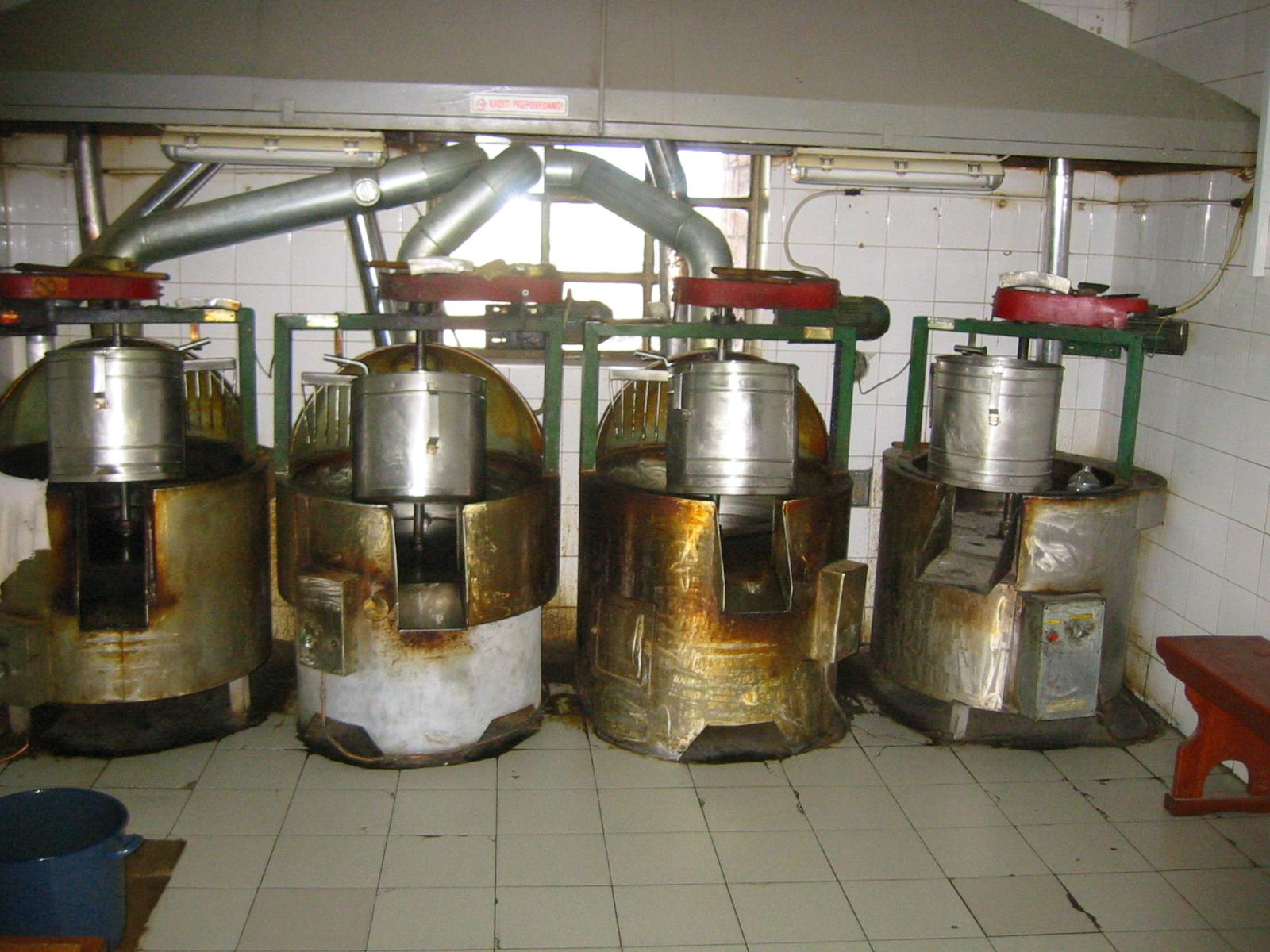
슬로베니아 프레크무레 지방의 호박씨유 공장

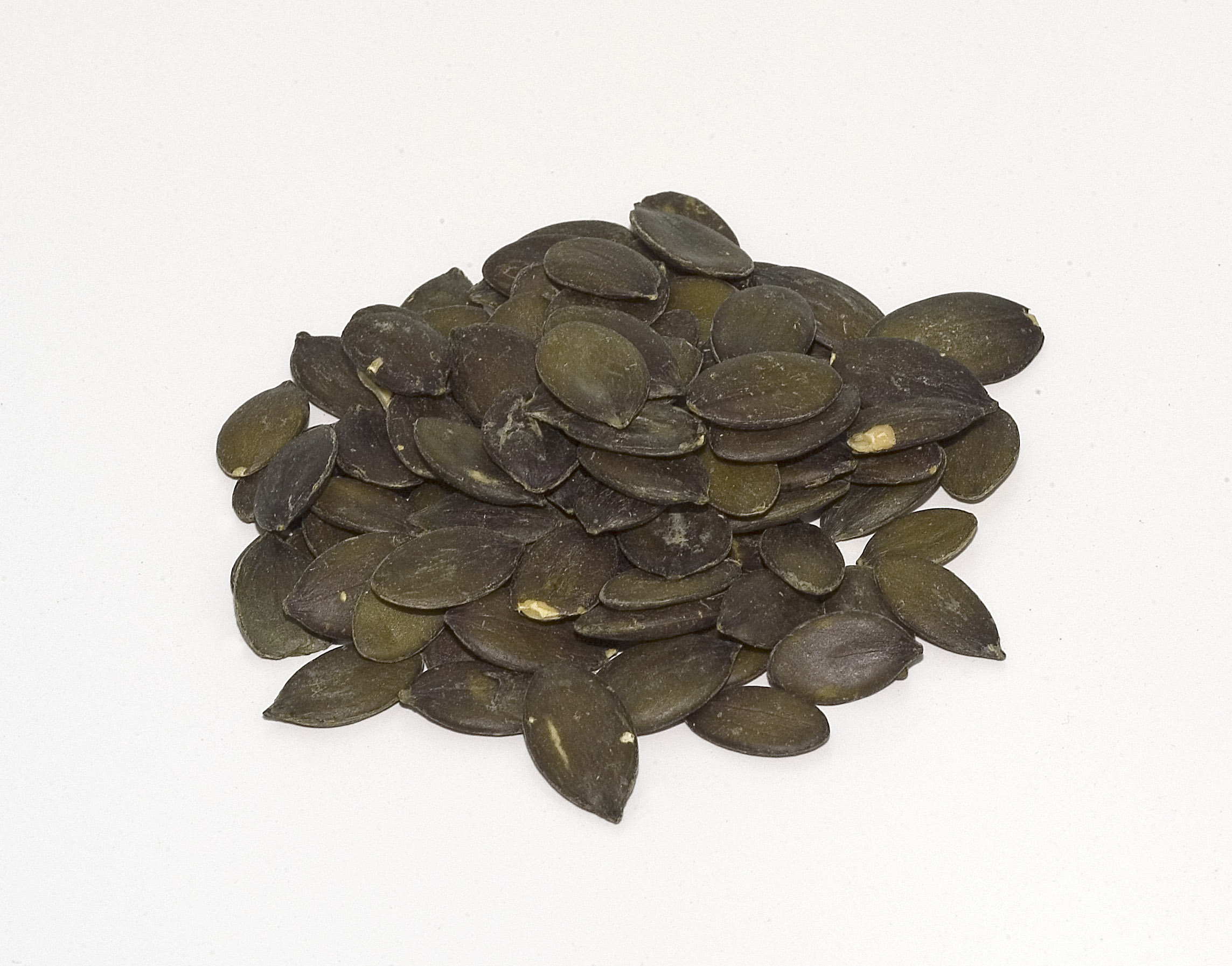
건조된 페포호박 씨앗

호박씨유(영어: Pumpkin seed oil)는 주로 동유럽에서 사용하는 요리용 기름이다.

## 용도
호박씨유는 과거 오스트리아-헝가리 제국에서 쓰였으며 현재는 오스트리아 남동부(스티리아), 슬로베니아 동부(슈타예르스카 및 프레크무레), 트란실바니아 중부, 루마니아 오라슈티-쿠기르 지역, 크로아티아 북서부(특히, 메지무레주), 보이보디나 및 헝가리 인접 지역에서 쓰인다. 북미, 멕시코, 인도, 중국 등 전 세계적으로도 사용되고 있다.
호박씨유는 강렬한 견과류 맛이 나며 다불포화 지방산이 풍부하다. 갈색 기름은 쓴맛이 난다. 호박씨유는 샐러드 드레싱으로도 사용되며 전형적인 스티리아 지방의 드레싱은 호박씨유와 사이다 식초로 만든다. 또한 바닐라 아이스크림에 곁들여 고소한 맛을 내기도 한다. 오스트리아와 슬로베니아에서는 별미로 꼽히며, 호박 수프 등 현지 요리에 첨가해 먹는다. 그러나 식용유로 사용하면 필수 지방산이 파괴된다.

## 생산
호박씨유는 용매 추출이나 초임계 이산화탄소(sCO
2)를 활용하여 추출된다. 이런 방식으로 기름을 얻게 되면 카로티노이드 추출과 같은 추가적인 특정 추출이 수행될 수 있다.

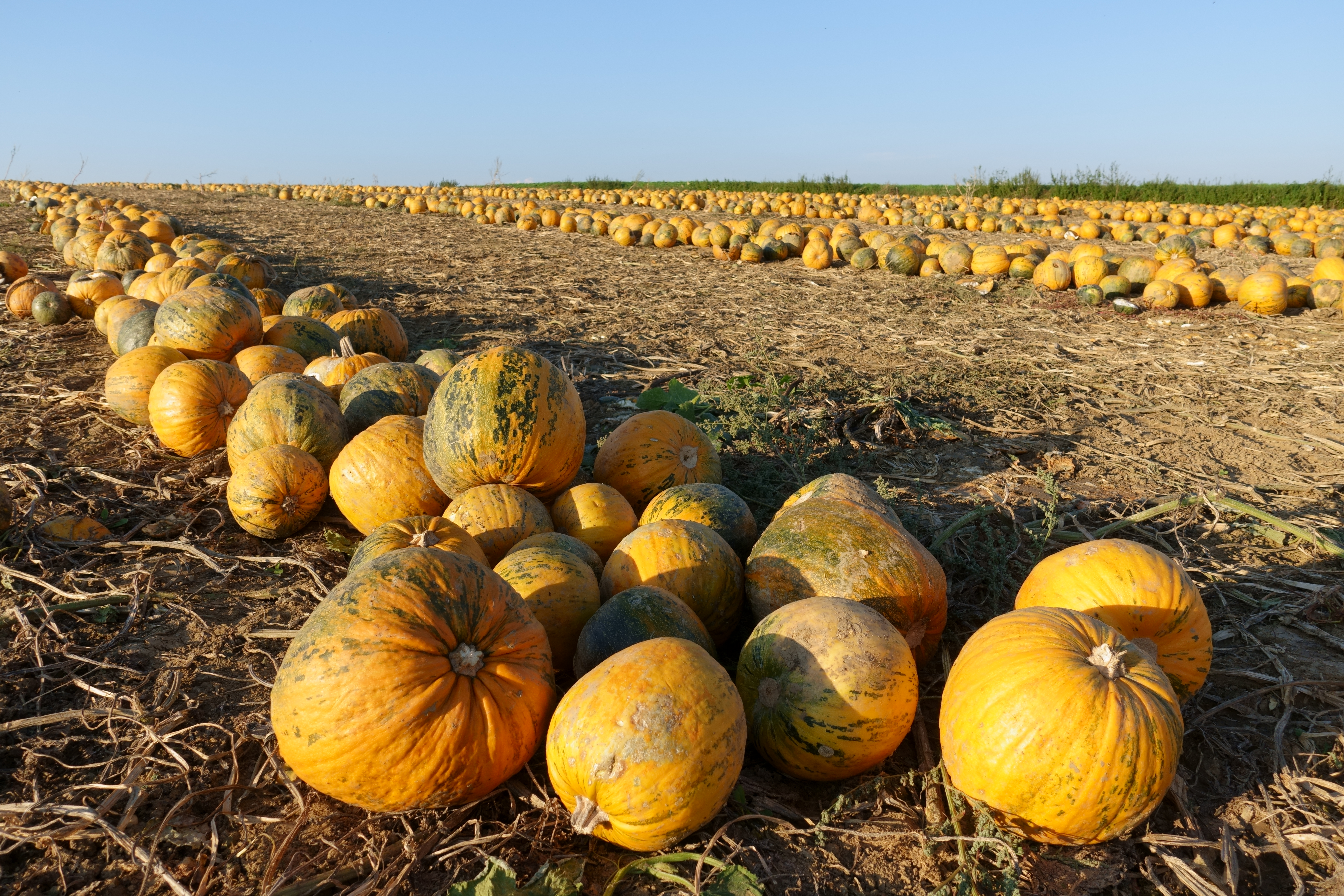
오스트리아의 페포호박 밭

오스트리아와 슬로베니아의 수출품인 스티리아 오일은 지역 특산품 호박인 "스티리아 오일 호박"(페포호박)"에서 껍질이 없는 구운 호박씨를 압착하여 만들어진다. 고온 로스팅은 호박씨유의 향을 향상시켜준다.

## 종자의 종류와 기름

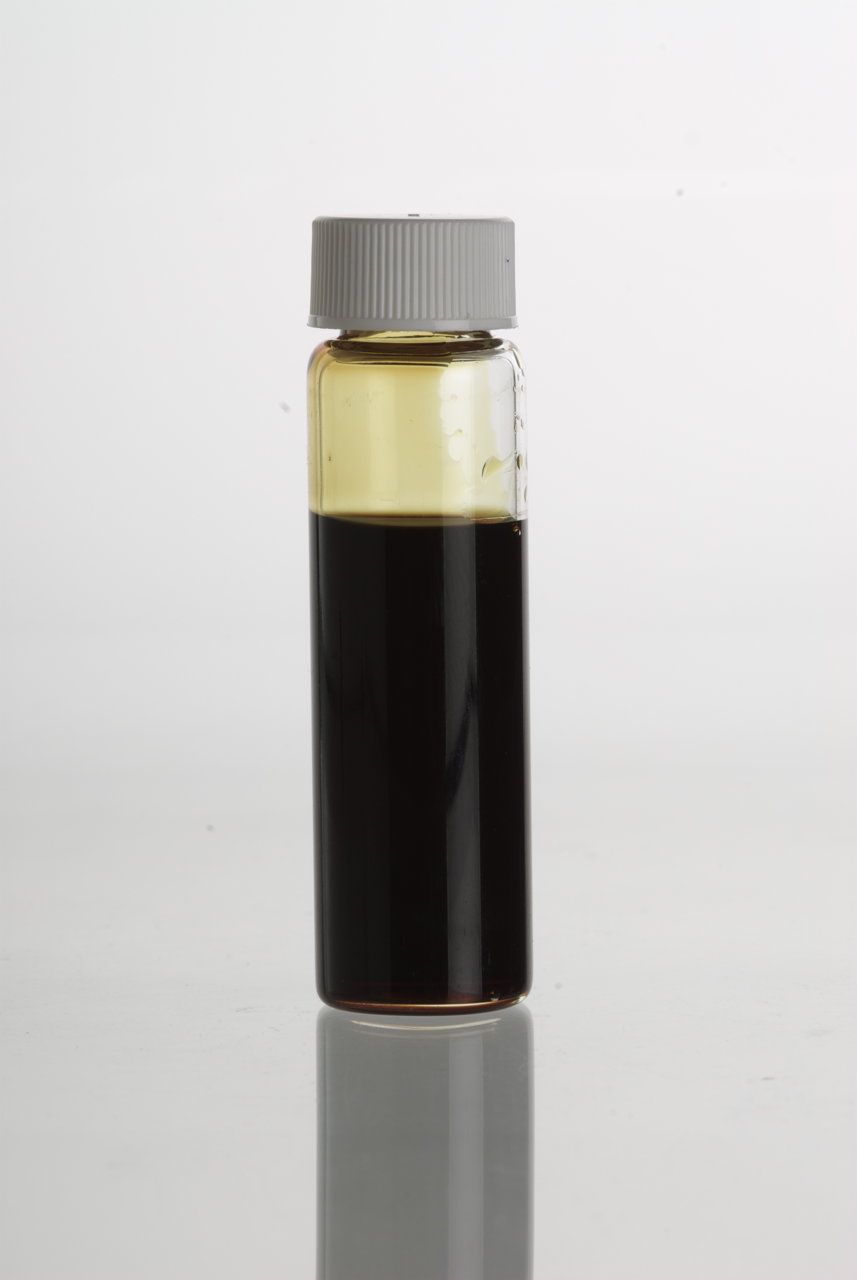
투명한 유리병에 담긴 호박씨유

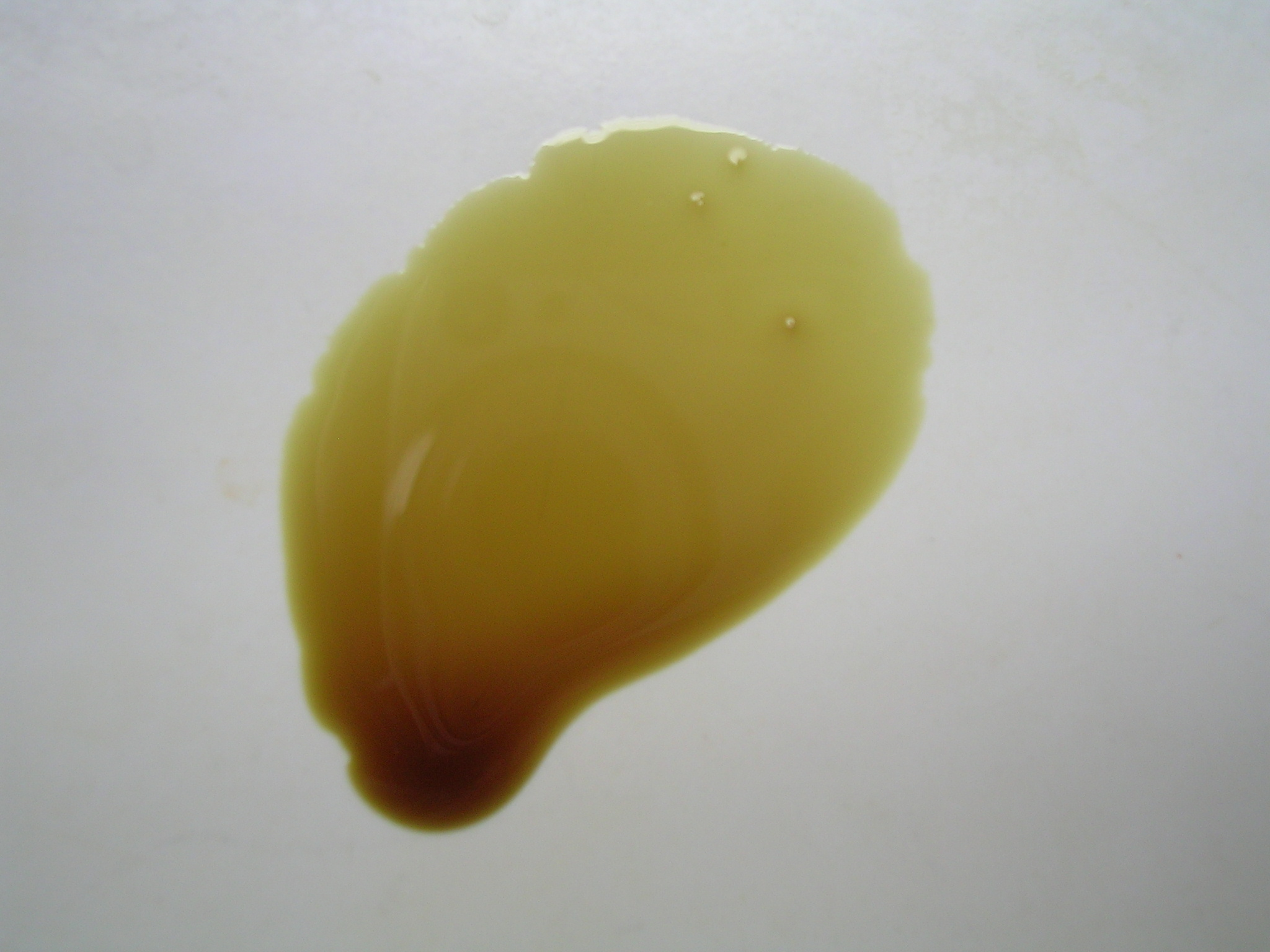
이색성을 보이는 호박씨유 한 방울

점성 오일의 색상은 관찰된 샘플의 두께에 따라 연한 녹색부터 매우 어두운 녹색, 진한 빨간색까지 다양하다. 오일은 얇은 층에서는 녹색으로 나타나고 두꺼운 층에서는 빨간색으로 나타나는데, 이는 이색성이라고 불리는 광학 현상이다. 호박씨유는 이색성이 가장 강한 물질 중 하나이다. 크래프트(Kreft)의 이색성 지수는 -44이다. 요구르트와 함께 사용하면 오일이 밝은 녹색으로 변하며 때로는 "녹색-금색"이라고도 한다.
다른 종류의 호박씨 오일도 전 세계적으로 판매되고 있다. 국제적인 생산자들은 껍질이 있는 흰 씨앗을 사용하며 이로 인해 더 저렴한 흰색 오일이 생산된다. 새로운 종자 생산자는 중국에 있다.
서로 관련되어 있지만 다른 호박 종인 서양호박의 12가지 품종 각각의 종자에서 추출한 오일을 분석한 결과, 여러 지방산의 비율에 대해 다음과 같은 범위가 산출되었다.
| n:불만족 | 지방산명   | 백분율 범위 |
| -------- | ---------- | ----------- |
| (14:0)   | 미리스트산 | 0.09~0.27   |
| (16:0)   | 팔미트산   | 12.6~18.4   |
| (16:1)   | 팔미톨레산 | 0.12~0.52   |
| (18:0)   | 스테아르산 | 5.1~8.5     |
| (18:1)   | 올레산     | 17.0~39.5   |
| (18:2)   | 리놀레산   | 36.2–62.8   |
| (18:3)   | 리놀렌산   | 0.34–0.82   |
| (20:0)   | 아라키드산 | 0.26~1.12   |
| (20:1)   | 가돌레산   | 0~0.17      |
| (22:0)   | 베헨산     | 0.12–0.58   |

미리스트산과 팔미트산 함량의 합은 12.8~18.7%였다. 총 불포화산 함량은 73.1~80.5%로 나타났다. 매우 긴 사슬 지방산(> 18개의 탄소 원자) 함량은 0.44~1.37% 범위였다.
오일은 자엽 세포의 작은 지질 방울에 국한되어 있다.